# Durasca
Il Durasca è un torrente che scorre nella provincia della Spezia.

## Descrizione
Nasce in località Foce di Spezia e, percorrendo 8 km lungo il fondo della valle omonima, bagna i comuni della Spezia, Vezzano Ligure e Follo.
Il percorso segna di fatto il confine amministrativo tra i comuni di Follo e Vezzano Ligure ed il torrente dà il nome a Val Durasca, frazione del comune di Follo.
Si getta infine come affluente di destra nel fiume Vara presso la località San Martino di Durasca, nel comune di Follo.